# Historia del Fútbol Club Barcelona (2000-2010)
Los años 2000 pueden dividirse claramente en dos etapas. Tras la dimisión de Núñez en el año 2000, es elegido presidente Joan Gaspart. Sus tres años como presidente se saldan sin títulos futbolísticos pese a la inversión de 180 millones de euros que se hace en fichajes. Los únicos éxitos deportivos los aportan las secciones, especialmente el equipo de baloncesto que en el 2003 consigue ganar la Euroliga. Tras la dimisión de Gaspart llega a la presidencia Joan Laporta, que afronta una profunda renovación deportiva, económica y social. Se ficha a jugadores como Ronaldinho, Eto'o y Deco y el equipo, entrenado por Frank Rijkaard, consigue ganar dos ligas españolas consecutivas y una Liga de Campeones, y la masa social del club supera por primera vez en la historia la cifra de los 140.000 socios. Este ciclo finalizaría en 2008, tras un año blanco y otro sin importantes títulos, con la destitución del entonces entrenador Frank Rijkaard (30 de junio de 2008) y la presentación de una moción de censura contra Joan Laporta y su junta directiva (9 de mayo de 2008). Ese verano se nombra al entrenador del filial, Josep Guardiola nuevo entrenador del FC Barcelona, el primer año de gestión de Guardiola se despiden a dos importantes jugadores de los títulos pasados, Ronaldinho y Deco. Pero el año es un éxito y el Barcelona gana la liga, la Copa del Rey y la Champions League en uno de los años más exitosos para el barcelonismo, el año siguiente se repetiría el título de liga, denominada la "liga de los 99 puntos" por ser la primera vez que se consiguen tantos puntos en la liga española. Este equipo se denominó por varios medios españoles el "Pep Team".

## Temporada 2000/01

### El club
- Presidente: Joan Gaspart i Solves, primera temporada.
- Número de socios a finales de 2000: 108.900
- Presupuesto de la temporada: 17.762 millones de pesetas.

### Fútbol
- Plantilla:

- Entrenador: El recién elegido presidente Joan Laporta nombra nuevo entrenador del equipo a Llorenç Serra Ferrer. Pero fue destituido más tarde y ocupó su puesto Carlos Rexach.
- Bajas (7): Bogarde, Déhu, Figo, Hesp, Litmanen, Nano, Ronald de Boer.
- Altas (7): se hace una fuerte inversión económica (84,8 millones de euros) para fichar a cinco jugadores: Marc Overmars (32,2 m€), Gerard (21,6 m€), Petit (16 m€), Alfonso (15 m€), Dutruel (0 €), e Iván de la Peña, que llega cedido por el Lazio italiano. Se incorpora al equipo, procedente del Barcelona B, Reina.
- Plantilla: Arnau, Reiziger, Abelardo, Frank de Boer, Sergi, Guardiola, Cocu, Luis Enrique, Kluivert, Rivaldo, Xavi, Zenden, Dani, Simâo, Puyol, Gabri, Dutruel, Gerard, Overmars, Petit y Alfonso.
- A final de temporada abandona el club Josep Guardiola, uno de los símbolos de la afición.

- Títulos: Ninguno.

- Competiciones nacionales:

- La temporada será un fracaso en el plano deportivo y muy agitada en el plano social. Los fichajes no responden a las expectativas y el equipo no marcha nada bien en la Liga. A pocas jornadas para el final, Gaspart se ve obligado a destituir a Serra Ferrer, que es sustituido por Carles Rexach como entrenador.
- Liga: El equipo queda cuarto en la Liga con 63 puntos, a 17 del Real Madrid de Figo que se proclama campeón. El FC Barcelona, además, consigue la cuarta posición (y por tanto, la clasificación para poder disputar la Liga de Campeones de la temporada siguiente) de forma agónica, al ganar por 3 a 2 en el Camp Nou al Valencia CF en la última jornada de Liga. El gol lo consigue Rivaldo con una espectacular chilena desde fuera del área en el último minuto del partido.
- Copa del Rey: El Barça elimina al Gandía, Ceuta, Torrelavega y RCD Espanyol, pero es eliminado en semifinales por el Celta.
- Copa Cataluña: Derrota en la final ante el Balaguer, equipo de tercera división.

- Competiciones internacionales:

- El equipo participa en la primera fase de la Liga de Campeones, pero queda eliminado al quedar tercero de grupo, por detrás del AC Milan y Leeds United. Pasa a disputar la Copa de la UEFA desde dieciseisavos de final. En la UEFA elimina a Brujas, AEK de Atenas y Celta, pero cae eliminado en semifinales por el Liverpool, que empata a cero en el Camp Nou, y derrota 1-0 a los azulgranas en Anfield.

### Secciones
- El equipo de baloncesto gana la Liga ACB y la Copa del Rey, con Pau Gasol como gran estrella del equipo.
- El equipo de balonmano gana la Copa de los Pirineos, la Copa ASOBAL y la Supercopa de España.
- El equipo de hockey sobre patines gana la Copa de Europa, la Copa Continental, la Copa Ibérica, la Copa Intercontinental y la Liga española.

## Temporada 2001/02

### El club
- Presidente: Joan Gaspart i Solves, segunda temporada.
- Número de socios a finales de 2001: 99.010
- Presupuesto de la temporada: 154 millones de euros.
- Otros: Fallece el exjugador y exentrenador del club Ladislao Kubala.

### Fútbol
- Plantilla:

- Entrenador: Carles Rexach, por segunda temporada.
- Bajas (7): Iván de la Peña, Richard Dutruel, Guardiola, Petit, Sergio Santamaría, Simão, Zenden.
- Altas (11): Tras el fracaso de la temporada anterior, Gaspart vuelve a desembolsar una gran cantidad económica, 98,8 millones de euros, para hacer seis fichajes: Saviola (35,9 m€), Geovanni (21,3 m€), Rochemback (14,6 m€), Christanval (16,7 m€), Bonano (0 €) y Andersson (7,9 m€). A mitad de temporada se incorpora, cedido por el AC Milan, el italiano Francesco Coco. Procedentes del Barcelona B se incorporan Fernando Navarro, Jofre, Motta, y Trashorras.
- Plantilla: Michael Reiziger, Abelardo, Xavi, Frank de Boer, Sergi, Gabri, Cocu, Luis Enrique, Kluivert, Rivaldo, Reina, Puyol, Gerard, Overmars, Dani, Motta, Geovanni, Rochemback, Christanval, Bonano, Saviola, Andersson y Coco.

- Títulos: ninguno.

- Competiciones nacionales:

- Liga: El equipo vuelve a quedar cuarto en la liga, esta vez con 64 puntos, a once del Valencia CF que se proclama campeón.
- Copa del Rey: El equipo es eliminado en noviembre por el Figueres, de la segunda división B, que vence al Barcelona 1-0 en la prórroga.
- Copa Cataluña: El FC Barcelona llega a la final, pero pierde ante el Terrassa, de segunda división B, en la tanda de penaltis.

- Competiciones internacionales:

- Liga de Campeones: el equipo llega a las semifinales, pero cae eliminado por el Real Madrid. En el partido de ida, disputado en el Camp Nou el 23 de abril de 2002, el Madrid vence 0-2, y en el de vuelta, el 1 de mayo, empatan 1-1 en el Santiago Bernabeu.

- Otros:

- Pese a no ganar ningún título, el Barcelona es distinguido como segundo mejor equipo de fútbol del mundo del año 2001, solo por detrás del Liverpool FC, según la clasificación elaborada por la Federación Internacional de Historia y Estadística de Fútbol.

### Secciones
- El equipo de baloncesto pierde la final de la Copa del Rey. En la final, disputada en Vitoria, pierde por 85-83 ante el Tau Vitoria.
- El equipo de balonmano gana la Copa ASOBAL.
- El equipo de hockey sobre patines gana la Copa de Europa, la Copa Ibérica, la Liga española y la Copa del Rey.

## Temporada 2002/03

### El club
- Presidente: Joan Gaspart i Solves, tercera temporada.
- Número de socios a finales de 2002: 106.000
- Presupuesto de la temporada: 169 millones de euros.
- La mala marcha del equipo de fútbol crea tal tensión social que, el 13 de febrero de 2003 Joan Gaspart dimite como presidente cediendo la presidencia a uno de sus vicepresidentes, Enric Reyna. Reyna, sin embargo, se ve incapacitado para dominar la situación; tras tres meses de presidente, dimite también y convoca elecciones. Tras la dimisión de Reyna se hace cargo del club una comisión gestora presidida por Joan Trayter hasta la celebración de elecciones.
- El domingo 15 de junio de 2003 se celebran las elecciones a la presidencia, a las que concurren seis candidatos: Joan Laporta, Lluís Bassat, Jaume Llauradó, Josep Martínez-Rovira, Josep Maria Minguella y Jordi Majó. Las elecciones registran la más alta participación de socios de la historia del club: de 94.339 socios con derecho a voto (de un total de 106.135 socios) votan 51.618, el 54,72% del censo. Los resultados son:

- Joan Laporta: 27.138 (52,57%).
- Lluís Bassat: 16.412.
- Jordi Majó: 2.490.
- Josep Martínez-Rovira: 2.388.
- Josep Maria Minguella: 1.867.
- Jaume Llauradó: 987.
- Votos en blanco: 238.
- Votos nulos: 98.

- Es elegido presidente el candidato más joven: Joan Laporta.

### Fútbol
- Plantilla:

- Entrenador: Inicia la temporada Louis van Gaal, que es destituido tras la 19.ª jornada de liga: el equipo estaba duodécimo en la tabla, a 20 puntos del líder, la Real Sociedad, y tan sólo a tres de los puestos de descenso. Es substituido inicialmente por Jesús Antonio De la Cruz, que dirige al equipo dos partidos. Posteriormente es contratado Radomir Antić, que dirige al equipo en 26 encuentros, hasta final de temporada.
- Bajas (8): Abelardo, Alfonso, Coco, Reina, Jofre, Rivaldo, Sergi, Trashorras.
- Altas (8): Gaspart inicia su tercera (y a la postre última) temporada con cuatro nuevas incorporaciones que representan una inversión de 15,6 millones de euros: Riquelme (11 millones de euros), Mendieta (4 m€), Sorin (0,6 m€) y el guardameta alemán Robert Enke (0 €). Se incorporan al primer equipo, procedentes del Barcelona B: Iniesta, David Sánchez, Oleguer, Óscar López, y Víctor Valdés.
- Plantilla: Bonano, Michael Reiziger, Frank de Boer, Andersson, Xavi, Saviola, Cocu, Kluivert, Overmars, Gerard, Rochemback, Christanval, Gabri, Luis Enrique, Puyol, Enke, Riquelme, Mendieta y Sorin.

- Títulos: Ninguno.

- Competiciones nacionales:

- El FC Barcelona acaba la Liga en sexta posición con 56 puntos, a 22 del Real Madrid que se proclama campeón, y se clasifica en la última jornada para poder disputar la Copa de la UEFA de la temporada siguiente.
- En la Copa del Rey, el FC Barcelona es eliminado el 11 de septiembre de 2002, en treintaidosavos de final, por el modesto Novelda, de segunda división B, que gana en su estadio (eliminatoria a partido único) por 3-2.

- Competiciones internacionales:

- El equipo es eliminado en cuartos de final de la Liga de Campeones por la Juventus de Turín.

### Secciones
- El equipo de baloncesto se proclama campeón de la Euroliga en la propia ciudad de Barcelona. Además, también gana la Liga ACB y la Copa del Rey.
- El equipo de balonmano gana la Supercopa de Europa y la Liga ASOBAL.
- El equipo de hockey sobre patines gana la Liga española y la Copa del Rey.

## Temporada 2003/04

### El club
- Presidente: Joan Laporta, primera temporada.
- Número de socios a finales de 2003: 107.000.
- Presupuesto de la temporada: 210 millones de euros.
- La nueva directiva presidida por Joan Laporta inicia una profunda renovación en todos los estamentos del club. Las primeras críticas a su gestión las recibe por aumentar una media del 40% el precio de los abonos a todos los socios del club, sin haber anunciado esta medida en la campaña electoral.

### Fútbol
- Plantilla:

- Secretario técnico: Se nombra a Txiki Begiristain nuevo secretario técnico.
- Entrenador: Frank Rijkaard, nuevo entrenador.
- Bajas (12): Bonano, Christanval, Dani, Enke, Frank de Boer, Navarro (cedido al Albacete), Mendieta, Geovanni, Nano, Riquelme, Rochemback, Sorín.
- Altas (12): El cuerpo técnico inicia una profunda renovación de la plantilla, e invierte un total de 44,4 millones de euros en siete incorporaciones (Ronaldinho (27 millones de euros), Quaresma (6m €), Márquez (5 m€), Luís García (4 m€), Mario (2,4 m€), Rüştü (0 €), y Gio Van Bronckhorst (cedido por el Arsenal). En enero se incorpora al equipo Demetrio Albertini y Edgar Davids, este último cedido por la Juventus. Se incorpora, procedente del Barcelona B, Jorquera, Ros, Santamaría, Sergio García.
- Plantilla: Víctor Valdés, Rüştü Reçber, Michael Reiziger, Oleguer, Puyol, Márquez, Fernando Navarro, Gerard, Motta, Xavi, Luis Enrique, Gabri, Quaresma, Cocu, Iniesta, Ronaldinho, Luis García, Sergio García, Kluivert, Saviola, Overmars.

- Títulos: 1 (Copa Cataluña).

- Competiciones nacionales:

- Los primeros meses de la temporada son muy malos. El equipo no acaba de acoplarse y acaba la primera vuelta en duodécima posición, a 18 puntos de distancia del líder, el Real Madrid. Parte de la afición y medios de comunicación piden la destitución del entrenador Frank Rijkaard. Pero Laporta mantiene a Rijkaard en el cargo y, en navidades, incorpora al equipo al mediocampista neerlandés Edgar Davids, cedido por la Juventus de Turín.
- La segunda vuelta del equipo es espectacular: gana 17 de los últimos 20 partidos y va escalando puestos en la clasificación hasta acabar la temporada en segunda posición con 72 puntos, a cinco del campeón, el Valencia CF. La nueva estrella del equipo, Ronaldinho, además, se revela como el mejor jugador de la Liga y devuelve la magia y la ilusión al Camp Nou.
- El equipo se proclama campeón de la Copa Cataluña.

- Competiciones internacionales:

- El equipo compite en la Copa de la UEFA, y es eliminado por el Celtic de Glasgow en octavos de final.

### Secciones
- El equipo de baloncesto gana la Liga ACB.
- El equipo de balonmano gana la Supercopa de Europa, la Copa del Rey y la Supercopa de España. Al finalizar la temporada el entrenador Valero Rivera abandona la dirección del equipo.
- El equipo de hockey sobre patines gana la Copa de Europa y la Liga española.

## Temporada 2004/05

### El club
- Presidente: Joan Laporta, segunda temporada.
- Número de socios a finales de 2004: 129.000.
- Presupuesto de la temporada: 221 millones de euros.
- En enero de 2005 el club supera los 130.000 socios, lo que significa un aumento de 25 000 en un solo año. El club, además, supera las 1.680 peñas de aficionados en todo el mundo.
- A pesar de la buena marcha del equipo de fútbol, la temporada se ve afectada por las discrepancias en la junta directiva, que concluye a final del ejercicio con la dimisión de cinco directivos encabezados por el vicepresidente deportivo Sandro Rosell. Los dimisionarios acusan a Laporta de hacer una gestión demasiado personalista.

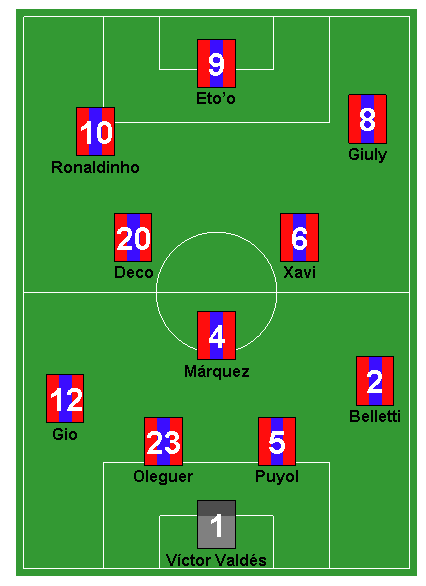
Alineación habitual del FC Barcelona 2004-2005.

## Fútbol
- Plantilla:

- Secretario técnico: Txiki Begiristain, segunda temporada consecutiva.
- Entrenador: Frank Rijkaard, segunda temporada consecutiva.
- Bajas (16): Andersson, Cocu, Davids, Kluivert, Luís Enrique, Luís García, Mario, Óscar López, Overmars, Quaresma, Reiziger, Ros, Rüştü, Santamaría, Saviola, Sergio García.
- Altas (13): El cuerpo técnico completa la renovación de la plantilla iniciada la temporada anterior con siete nuevas incorporaciones que suponen una inversión total de 67,5 millones de euros: Samuel Eto'o (24 millones de euros), Deco (18 m€), Edmilson (8 m€), Giuly (6,7 m €), Belletti (3,6 m€), Sylvinho (1,5 m€), y Larsson (0 €). En el mes de enero se incorporan al equipo Maxi López (5,7 m €), para cubrir las bajas sufridas por las lesiones. Debutan en el primer equipo, procedentes del Barcelona B, Damià, Leo Messi, Rodri, y el guardameta Rubén.
- Lesionados: Cuatro jugadores (Gabri, Motta, Larsson y Edmilson) se rompen los ligamentos de la rodilla y causan baja en la plantilla durante 5 meses.
- Plantilla: Víctor Valdés, Albert Jorquera, Belletti, Oleguer Presas, Carles Puyol, Rafael Márquez Álvarez, Edmílson, Sylvio Mendes Campos Junior, Giovanni van Bronckhorst, Gerard López, Thiago Motta, Gabriel García de la Torre, Xavi Hernández, Andrés Iniesta, Ludovic Giuly, Deco, Ronaldinho, Lionel Messi, Henrik Larsson y Samuel Eto'o.

- Títulos: 2 (Liga y Copa Cataluña).

- Competiciones nacionales:

- A pesar de las numerosas y graves lesiones que sufre el equipo (Gabri, Motta, Larsson y Edmilson se rompen los ligamentos de la rodilla), el equipo despliega un gran fútbol toda la temporada y consigue proclamarse campeón de Liga seis temporadas después, y tras cinco años de sequía de títulos.
- En Copa del Rey cae eliminado ante la Gramanet.
- El equipo también se proclama campeón de la Copa Cataluña.

- Competiciones internacionales:

- En Liga de Campeones 2004-2005 el equipo cae eliminado ante el Chelsea F.C. en la ronda octavos de final.

- Otros:

- El camerunés Samuel Eto'o se convierte en el gran goleador que le faltaba al equipo: marca 24 goles en la Liga (queda a un solo gol del Trofeo Pichichi) y cinco en el resto de competiciones. Por su parte, el guardameta Víctor Valdés gana el Trofeo Zamora al portero menos goleado de la Liga, y Ronaldinho es distinguido como el mejor futbolista del mundo del año 2004 por la FIFA, que le otorga el premio "FIFA World Player".

### Secciones
- El equipo de balonmano, con Xesco Espar como nuevo entrenador, se proclama campeón de la Copa de Europa y la Liga de los Pirineos. El equipo de baloncesto no gana ningún título.
- El equipo de hockey sobre patines gana la Copa de Europa, la Copa Continental, la Liga española, la Copa del Rey y la Supercopa de España.

## Temporada 2005-2006

### El club
- Presidente: Joan Laporta, tercera temporada.
- Número de socios a finales de 2005: 133.000. El club supera los 140.000 en mayo de 2006.
- Presupuesto de la temporada: 290,732 millones de euros.

### Fútbol
- Plantilla:

- Secretario técnico: Txiki Begiristain, tercera temporada consecutiva.
- Entrenador: Frank Rijkaard, tercera temporada consecutiva.
- Bajas: Albertini (retirado), Damià (cedido al Racing de Santander), Navarro (cedido al Real Mallorca), Gerard (finaliza contrato).
- Altas: Se hacen dos fichajes sin desembolso económico: Ezquerro y Mark van Bommel, que llegan con la carta de libertad.
- Se incorpora definitivamente al primer equipo, procedente del Barcelona B, Lionel Messi, que se convierte en una de las revelaciones de la temporada. En los últimos partidos de Liga, también debutan oficialmente en el primer equipo hasta nueve jugadores del Barcelona B: Rodri, Jordi, Montañés, Ludovic Silvestre, Olmo, Orlandi, Martos, Ramón y Pitu.
- Lesionados: El 2 de diciembre de 2005 se lesiona gravemente Xavi Hernández, el cerebro del equipo. Sufre una rotura del ligamento cruzado anterior de la rodilla derecha, que le tendrá apartado de los terrenos de juego durante 5 meses, hasta el 29 de abril de 2006. La plantilla sufre, a lo largo de la temporada, más de 20 lesiones musculares: entre los afectados están diversos titulares Messi, Márquez, Oleguer, Edmilson, Motta, o Belletti, que se pierden diversos partidos.
- Plantilla: Víctor Valdés, Jorquera, Belletti, Oleguer, Puyol, Márquez, van Bronckhorst, Sylvinho, Edmílson, Motta, Xavi, Gabri, Van Bommel, Iniesta, Giuly, Deco, Ronaldinho, Messi, Saviola, Eto'o y Ezquerro.

- Títulos: 3 (Liga de Campeones, Liga española y Supercopa de España).

- Competiciones nacionales:

- Supercopa de España: El FC Barcelona inicia la temporada logrando en agosto su sexta Supercopa de España tras los dos partidos disputados contra el Betis, campeón de la Copa del Rey de la temporada anterior: 0-3 en el primer partido en Sevilla y 1-2 victoria del Betis en el Camp Nou.
- Liga española de fútbol: Tras un inicio algo titubeante, el 19 de noviembre de 2005 el equipo se sitúa líder de la clasificación de la Liga al derrotar por 0-3 al Real Madrid en el estadio Santiago Bernabéu. Tras el primer gol de Eto'o, los aficionados del Real Madrid acaban aplaudiendo los dos goles de Ronaldinho y reconociendo la superioridad del FC Barcelona, elogiado por todos los medios de comunicación como uno de los mejores equipos de Europa.

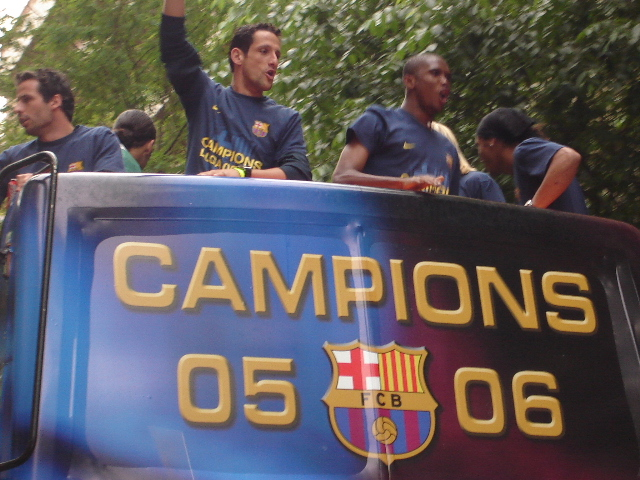
Los jugadores celebrando el título de Liga 05/06.

- El 3 de mayo se proclama campeón de Liga al derrotar, a cuatro partidos del final de la competición, al Celta de Vigo en el estadio de Balaídos por 0-1, con gol de Eto'o. Es la decimoctava Liga de su historia. El equipo finaliza la Liga, tras 38 jornadas, con 82 puntos sumados (doce más que el Real Madrid, segundo clasificad): 25 partidos ganados, siete empates y seis derrotas, con 80 goles a favor y 35 en contra.
- Copa del Rey: Con la baja de Samuel Eto'o, que disputa la Copa de África con la selección de Camerún, a finales de enero el equipo trunca la racha de victorias al caer derrotado por 4-2 en Zaragoza en el partido de ida de los cuartos de final de la Copa del Rey. En el partido de vuelta, en el Camp Nou, el Barcelona derrota por 2-1 al Real Zaragoza pero no es suficiente para pasar a la final (5-4) y el Barcelona es eliminado de la Copa del Rey.

- Competiciones internacionales:

- Compite en la Liga de Campeones de la UEFA, en condición de campeón de la Liga española de la temporada anterior. En la primera fase queda primer clasificado del grupo C, por delante del Werder Bremen, Udinese Calcio y Panathinaikos. Tras eliminar al Chelsea FC en octavos de final, al SL Benfica en cuartos, y al AC Milan en semifinales, el F. C. Barcelona llega a la final, disputada en el Stade de France de Saint-Denis (París). Se enfrenta en la final al Arsenal FC inglés, al que derrota por 2-1, con goles de Eto'o y Belletti. Es la segunda Champions del club.

- Otras consideraciones:

- Ronaldinho recibe, el 28 de noviembre de 2005, el "Balón de oro" otorgado por la revista France Football, que lo distingue como el mejor jugador del fútbol europeo. Además, en diciembre también recibe el premio FIFA World Player, que lo distingue como mejor futbolista del mundo, según la votación de los capitanes y entrenadores de todas las selecciones mundiales. El también jugador del equipo Samuel Eto'o, queda como tercer clasificado en la votación y obtiene, por tercer año consecutivo, el premio al mejor "Futbolista africano del año".
- En enero de 2006 el equipo bate un nuevo récord en la historia del club, al encadenar dieciocho victorias consecutivas sumando partidos de la Liga de Campeones, la Liga y Copa del Rey.
- Samuel Eto'o obtiene el Trofeo Pichichi como máximo goleador de la Liga española de fútbol, al sumar 26 tantos, uno más que el valencianista David Villa.

### Secciones
- El equipo de baloncesto hace una profunda renovación en la plantilla con Zoran Savić como nuevo director técnico y Duško Ivanović como nuevo entrenador.

- En la Copa del Rey, disputada en Madrid, el equipo cae derrotado en cuartos de final ante el Real Madrid por 66-76, el 17 de febrero.
- En la Euroliga, consigue clasificarse para disputar la "Final Four" que se disputa en Praga, pero el 28 de abril cae derrotado en el partido de semifinales ante el CSKA Moscú, por 75-84, pese a dominar el partido durante 32 minutos y llegar a tener una diferencia favorable de 13 puntos. Jugadores y cuerpo técnico culpan de la derrota a la actuación arbitral. El 30 de abril disputa el partido por el tercer puesto ante el Taugrés Vitoria, perdiendo por 82-87.

- El equipo de balonmano gana la Liga ASOBAL.
- El equipo de hockey sobre patines gana la Supercopa de España, la Supercopa de Europa, la Copa de la CERS, la Copa Continental y la Copa Intercontinental.

## Temporada 2006/07

### El club
- Presidente: Joan Laporta, cuarta temporada
- Número de socios a finales de 2006: Más de 140.000
- Presupuesto de la temporada: 290,732 millones de euros.

### Fútbol
- Plantilla

- Secretario técnico: Txiki Begiristain, cuarta temporada consecutiva
- Entrenador: Frank Rijkaard, cuarta temporada consecutiva
- Bajas: Larsson (Helsinborg), Mario (Recreativo), Gabri (Ajax), Maxi López (cedido al Mallorca), Mark van Bommel (Bayern Múnich) y Navarro (Mallorca)
- Altas: Gudjohnsen (Chelsea), Thuram y Zambrotta (Juventus); y Saviola (Sevilla)
- Plantilla: Víctor Valdés, Jorquera, Belletti, Zambrotta, Oleguer, Puyol, Thuram, Márquez, Sylvinho, Van Bronckhorst, Edmílson, Motta, Xavi, Iniesta, Deco, Giuly, Ronaldinho, Messi, Saviola, Eto'o, Ezquerro, Gudjohnsen.

- Títulos: 1 (Supercopa de España).

- Competiciones nacionales:

- Supercopa de España: El FC Barcelona inicia la temporada logrando en agosto su séptima Supercopa de España tras los dos partidos disputados contra el RCD Espanyol, campeón de la Copa del Rey de la temporada anterior.

- Liga española de fútbol: Tras un buen comienzo de liga, el Real Madrid fue recortando puntos al final de temporada para acabar empatados a puntos, pero el golaverage acabó otorgando la liga a los blancos.

- Copa del Rey: Eliminado en semifinales ante el Getafe de Bernd Schuster. Pese a propinarle en el partido de ida 5-2, en la vuelta en Getafe el equipo catalán cayó en la desidia y dejadez viendo como la eliminatoria daba la vuelta por cuatro goles del los del alemán.

- Competiciones internacionales:

- Pierde la final de la Supercopa de Europa, disputada en Mónaco ante el Sevilla FC, por 0-3.
- Pierde la final del Mundial de Clubs de la FIFA, ante el Internacional de Porto Alegre, por 0-1.
- Compite en la Liga de Campeones de la UEFA, en condición de campeón de la Liga española de la temporada anterior, y defendiendo el título de vigente campeón. Tras quedar segundo de grupo en la primera fase, es eliminado en octavos de final por el Liverpool FC por diferencia de goles marcados en campo contrario: pierde 1-2 el partido de ida disputado en el Camp Nou, y gana 0-1 el partido de vuelta en Alfield Road, aunque siempre jugando un fútbol atractivo y con gran garra, entusiasmo y fuerza, el segundo gol nunca llegó.

- Otras consideraciones:

### Secciones
- El equipo de baloncesto:

- En la Copa del Rey, disputada en Málaga, el equipo se proclama campeón en una final frente al Real Madrid.

- El equipo de balonmano
- El equipo de hockey sobre patines gana:

- la Copa de Europa de hockey sobre patines, el 1 de abril de 2007, al vencer la Final Four disputada en Bassano, Italia, al conjunto local, el Bassano, por 5-2 en la final.
- la Copa Continental de hockey sobre patines

## Temporada 2007-2008

### El club
- Presidente: Joan Laporta, quinta temporada
- Número de socios a finales de 2007: 160.000
- Presupuesto de la temporada: 351 millones de euros

### Fútbol
- Plantilla

- Secretario técnico: Txiki Begiristain, quinta temporada
- Entrenador: Frank Rijkaard, quinta temporada
- Bajas (7): Saviola (0 €), Gio van Bronckhorst (0€), Giuly (3,2 m €), Belletti (5,5 m €), Maxi López (2 m €), Motta (1 m €*). En el mes de enero se marcha Crosas (cedido).
- Altas (5): Henry (27 m €), Yaya Touré (9 m €), Abidal (15 m €), Gaby Milito (17 m €). En el mes de enero se incorpora Pinto (cedido 0,5 m €)

- Títulos: Ninguno

- Competiciones nacionales:

- Liga española de fútbol: Acaba tercero en la clasificación de la liga, superado por el Real Madrid y el Villarreal, que fue subcampeón. Frank Rijkaard fue destituido por los malos resultados

- Copa del Rey: Eliminado en semifinales ante el futuro campeón de la competición, el Valencia de Ronald Koeman. Pese a empatar en el partido de ida 1-1, en la vuelta en Mestalla, el equipo catalán cayó en un partido lleno de dramatismo e intensidad (3-2).

- Competiciones internacionales:

- Liga de Campeones de la UEFA: es eliminado en semifinales ante el Manchester United, tras empatar sin goles en Camp Nou y perder con gol de Paul Scholes en Inglaterra.

- Otros:

- Le hace un histórico pasillo a su gran rival y campeón de Liga, el antes mencionado Real Madrid, en el Estadio Santiago Bernabéu y el partido acaba con un histórico (4-1) a favor de los locales.

- FIFA World Player: En diciembre de 2007, Lionel Messi acaba como segundo mejor jugador del Año, por detrás de Kaká y superando a Cristiano Ronaldo

### Secciones
El equipo de hockey sobre patines gana su decimoséptima Copa de Europa de hockey sobre patines al vencer al Reus Deportiu por 5-2 en la final disputada en el Palau Blaugrana.

## Temporada 2008/09

Formación habitual del F. C. Barcelona de la temporada 2008/09.

### El club
- Presidente: Joan Laporta
- Presupuesto de la temporada: 405 millones de euros.[12]
- Número de Socios: 145.890

### Fútbol
- Entrenador: Josep Guardiola
- Bajas: Zambrotta (AC Milan), Thuram (retirado), Deco (Chelsea FC), Ronaldinho (AC Milan), Rubén (Gimnástic), Henrique (Bayer Leverkusen), Oleguer, (Ajax), Ezquerro (Osasuna), Edmílson (Villarreal CF), Giovani Dos Santos (Tottenham Hotspur), Marc Crosas (Celtic Glasgow)
- Altas: Erik Fernández (Coruxo FC), Daniel Alves (Sevilla FC), Piqué (Manchester United), Cáceres (Villarreal CF), Hleb (Arsenal FC), Keita (Sevilla FC), Sergio Busquets (Barcelona B), Pedrito (Barcelona B), Víctor Sánchez (Barcelona B)
- Plantilla: Víctor Valdés, Pinto, Daniel Alves, Piqué, Cáceres, Márquez, Milito, Puyol, Sylvinho, Abidal, Hleb, Sergio Busquets, Keita, Yayá Touré, Iniesta, Xavi, Pedrito, Messi, Gudjohnsen, Bojan, Henry y Eto'o.
- Títulos: Liga Española, Copa del Rey y Champions League.

- Competiciones nacionales: Liga Española y Copa del Rey

- Competiciones internacionales: Champions League.

- Otros: Goleada histórica[13] 2-6 en el Santiago Bernabéu. Equipo menos goleado de la historia de la Liga. Consigue el primer triplete de la historia de un equipo español. Quedó a 2 goles del récord histórico de goles en la liga obtenido por el Real Madrid.

## Temporada 2009/10

### El club
- Presidente: Joan Laporta
- Presupuesto de la temporada: 405 millones de euros.
- Socios: 164.078, abonados: 86.314, Peñas: 1.888.

### Fútbol
- Entrenador: Josep Guardiola
- Bajas: Hleb (cedido, al Stuttgart), Eto'o (libre, al Internazionale), Sylvinho (finaliza contrato), Cáceres (cedido, a la Juventus de Turín), Víctor Sánchez (cedido, al Xerez), Eidur Gudjohnsen (2 millones, AS Monaco), Henrique (cedido, Racing).
- Altas: Ibrahimović (46 millones más Samuel Eto'o y la cesión de Aliaksandr Hleb; Internazionale), Maxwell (4,7 millones del Internazionale), Henrique (regresa de cesión del Bayer Leverkusen), Jeffrén Suárez (Barcelona B), Víctor Vázquez (Barcelona B). Marc Muniesa (Barcelona B), Andreu Fontàs (Barcelona B), Jonathan Dos Santos (Barcelona B), Dmitro Chigrinski (25 millones, Shajtar Donetsk).
- Plantilla: Víctor Valdés, Pinto, Daniel Alves, Puyol, Márquez, Gabriel Milito, Piqué, Muniesa, Andreu Fontàs, Dmitro Chigrinski, Éric Abidal, Maxwell, Yaya Touré, Seydou Keïta, Xavi, Iniesta, Sergio Busquets, Jonathan dos Santos, Pedrito, Bojan, Jeffrén Suárez, Messi, Ibrahimović y Henry.
- Títulos: Supercopa de España, Supercopa de Europa, Copa Mundial de Clubes de la FIFA

- Competiciones nacionales: Supercopa de España, Liga española

- Competiciones internacionales: Supercopa de Europa, Copa Mundial de Clubes de la FIFA

- Otros:

### Secciones
El equipo de hockey sobre patines gana su decimonovena Copa de Europa de hockey sobre patines al vencer al Vic en la final por 4-1.

## Enlaces relacionados
- Fútbol Club Barcelona
- Anexo:Futbolistas del Fútbol Club Barcelona en partidos de Liga